# 23937 Delibes
23937 Delibes (tên chỉ định: 1998 TR15) là một tiểu hành tinh vành đai chính. Nó được khám phá thông qua Khảo sát tiểu hành tinh OCA-DLR ở Caussols, Alpes-Maritimes, Pháp, ngày 15 tháng 10 năm 1998. Nó được đặt theo tên Léo Delibes, a 19th-century French composer of ballets, operas, và other stage works.